# دولسي ماري بيلرز
دولسي ماري بيلرز (17 أغسطس 1891- 2 ديسمبر 1961) رسامة توضيحية إنجليزية متخصصة في الرسوم الطبية، وعضوًا مؤسسًا في جمعية الفنانين الطبيين في بريطانيا العظمى. ابنة أحد محاميي مدينة بريستول، أكملت تدريبها الفني في مدرسة كينسينغتون الحكومية للفنون في جادة بيركلي في كليفتون التابعة لمقاطعة بريستول. تخرجت في سبتمبر عام 1911 بشهادة مدرّس فنون.
كانت دولسي في نهاية الحرب العالمية الأولى رسامة توضيحية متخصصة بالرسومات الطبية، تعمل لصالح جرّاح العظام المعروف إرنست ويليام هاي غروفز، في مستشفى بوفورت الحربي في المركز العسكري لتقويم العظام، ستابلتون في بريستول. أكملت في فترة ما بعد الهدنة العديد من الرسوم التوضيحية للعمليات التي أجريت في كل من مستشفى وزارة المعاشات التقاعدية ومستشفى باث ومستشفى ساوثميد وكذلك مستشفى ويستبيري أون تيرم. نفذت تلك الرسوم التوضيحية باستخدام قلم الحبر والألوان المائية. نفذت كذلك العديد من الرسوم التوضيحية التي نُشرت في أوراق بحثية كتبها زملاء لها في مستشفى بريستول العام.
كانت خلال عشرينيات القرن العشرين عضوًا في نادي بريستول «فينتشر»، وهو إحدى أولى التنسيقات المجتمعية النسائية. كانت كذلك هاوية غولف جيدة وعضو في نادي بريستول وكليفتون للغولف. عاشت فيما بعد مع والدتها وأختها إيرين دوروثي، التي شغلت منصب مفتش سابق في مجلس التجارة. توفيت في دار رعاية في ستوك بيشوب في بريستول بالقرب من سنيد بارك. عُرضت أعمالها الفنية بما تضمنته من رسوم مُنجزة بالحبر، ورسوم توضيحية ملونة لجراحة العظام في مؤتمر جمعية تقويم العظام البريطانية في عام 1989. تبرعت ابنة أختها في عام 2013 بأعمالها الفنية لصالح الكلية الملكية للجراحين في بريطانيا.

## حياتها المبكرة
ولدت دولسي ماري في 17 أغسطس عام 1891، في غلين غريف في تشيسترفيلد رود، سانت آندروز في بريستول. وهي الابنة الثانية لإرنست جيمس بيلرز وإليزابيث سكوت، نيي ويب. والدتها إليزابيث سكوت هي ابنة روبرت باريت ويب، الشريك السابق في شركة لافيرتن وشركائه، وهي شركة للتنجيد والتزويد بالمفروشات تقع في كورن ستريت وميري لو بورت ستريت في بريستول. أما والدها إرنست جيمس فهو أحد محاميي بريستول وابن تاجر للأفيون. تزوج الاثنان في 4 سبتمبر من عام 1889 في كنيسة سانت ويربرغ في بريستول. 
عانى والد دولسي من تحديات في مهنته كمحامٍ في بريستول. ففي عام 1889، وُجهت إليه تهمة بتزوير حصص وأسهم في كل من شركة «فيشبوندس» وشركة «بيدمينستر بريك آند تايل»، والحصول كذلك على سندات نقل ملكية كاذبة. على الرغم من أن القضية حُلّت في العام التالي، إلا أنه في عام 1905، تعرضت شركته في سانت ستيفنز تشامبرز الواقعة في شارع بالدوين في بريستول للاختلاس من قبل موظف فني. بعد ذلك وفي الخامس عشر من شهر مايو عام 1905، التمس أحد الدائنين من الشركة استعادة أمواله. لكن الشركة أعلنت إفلاسها في التاسع عشر من مايو عام 1905. عانى إرنست من المرض لوقت طويل، ولهذا السبب أُرجئ الاستجواب العام إلى الثاني من يونيو عام 1905. توفي بعد عدة أيام فقط في الرابع من يونيو عام 1905 عن عمر 41 عامًا في ويثلي رود، نول في بريستول. أقيمت جنازته في مقبرة فال بعد ظهر يوم السابع من يونيو عام 1905.
انتقلت العائلة بعد وفاة الوالد من ويثلي رود للعيش مع الجدين ويب، في بيلجريف رود 20، تيندالز بارك في عام 1906. بدأت دولسي بيلرز بمراسلة قسم «زاوية الأطفال» في صحيفة «بريستول تايمز آند ميرور»، التي حررتها حينذاك بياتريس هوكنز. دخلت مسابقات الألغاز والرسم في ذلك القسم، وحلت في المرتبة الثانية في مارس من عام 1907 عن رسمها «لمنظر بحري ساحر بالألوان المائية، مع منحدرات ملونة بشكل خفيف وصخور بنية اللون. وكذلك رسم آخر لثلاث قطط صغيرة، وأخرى لباقة من البنفسج».
شارك أخاها الأصغر روبرت كينغسلي في مسابقات الصحف أيضًا. تلقى تعليمه في الكلية التقنية لجمعية «مغامري التجارة»، وحصل على منحة دراسية لدراسة هندسة المركبات ذاتية الحركة في جامعة بريستول. عمل لدى مورغان آند وود، مهندسي السيارات في يونيتي ستريت 7 في بريستول، وذلك قبل أن يُستدعى إلى فوج نورثامبتونشاير في بداية الحرب العالمية الأولى. حصل على رتبة كولونيل مساعد وعُين برتبة ضابط الإمبراطوية البريطانية ضمن رتبة الشرف في بداية العام الجديد من عام 1919. خدم خلال الحرب العالمية الثانية كضابط تعليمي في الخدمة التعليمية للقوات الجوية الملكية وحصل على رتبة فخرية مماثلة لرتبة قائد جناح. 
كانت الأخت الكبرى لدولسي بيلرز، إيلين دوروثي مفتشة في مجلس التجارة. تلقت تعليمها في كلية فيرفيلد للبنات، الواقعة في أبسلي رود، كليفتون في بريستول وكذلك كلية سكيري 88، بارك ستريت في بريستول، واجتازت في يوليو عام 1920 امتحانات القبول في الخدمة المدنية واحتلت المرتبة الثانية عشرة من بين ستمائة مرشح. كانت خلال ثلاثينيات القرن العشرين عضوًا في الفرع الإقليمي للجنوب الغربي وويلز التابع لمجلس موظفات الخدمة المدنية. وانضمت في عام 1951 إلى جمعية بريستول وجلوسترشاير للآثار. انتقلت فيما بعد إلى بلين، نيمسفيلد بالقرب من ستراود في جلوسترشاير. اختيرت في عام 1961 لتمثل المعهد الملكي للآثار.

## تعليمها
تلقت بيلرز تعليمها في مدرسة كينسينغتون الحكومية للفنون، التي تعرف عادة باسم «كينسينغتون هاوس سكول أوف آرت»، ساحة بيركيلي 31 في كلفتون بريستول. تأسست المدرسة في 1890 من قبل جون فيشر، بهدف تأمين أساس لفن الرسم والنحت والتصميم للفنانين المحترفين والمصممين والحرفيين وأساتذة الفن. قدمت المدرسة دورات في علم التشريح الفني والعمارة والتصميم الزخرفي وبناء النماذج وتركيب الشخصيات والرسم. كان هنالك أيضًا معرض سنوي لأعمال الطلاب. كان ويليام ستيورات فيرنون ستوك، وهو طبيب تخدير في المستشفى العام الجنوبي الثاني في عام 1908، محاضرًا فخريًا في علم التشريح في المدرسة.
تلقت بيلرز عدة دورات تدريبية:
- 1908: رسم زخرفة أو زينة من صورة. الرسم بالظلال والنور، والرسم بالاعتماد على الذاكرة البصرية لشكل نباتي.[30]
- 1909: طلاء زخرفة أو زينة بلون أحادي، رسم النماذج، رسم لوحات حية.
- 1911: رسم أشكال هندسية باستخدام الحبر.[33]

تخرجت بيلرز من المدرسة في 11 سبتمبر عام 1911 في عمر العشرين بشهادة مدرّس فنون. أُغلقت المدرسة في نهاية شهر يوليو عام 1914، وانتقلت إلى مبنى جديد في وير برود في بريستول، لتصبح المدرسة المحلية للفنون الصناعية. تقاعد جون فيشر في ديسمبر عام 1921 نتيجة اعتلال صحي، وأغلقت المدرسة بعد عام من ذلك بشكل دائم، بسبب تناقص عدد الطلاب من جهة وارتفاع التكاليف من جهة ثانية.

## مهنتها
عُيّنت بيلرز مع حلول عام 1918 كسكرتارية ورسامة توضيحية لصالح إرنست ويليام هاي غروفز، وهو جراح عظام مشهور. عهد إليه بالخدمة العسكرية برتبة نقيب في الفيلق الطبي للجيش الملكي في الحرب العالمية الأولى. خدم لمدة عام في شعبة الجراحة في مشفى عام في مدينة الإسكندرية في مصر.
في عام 1917، أصدر السير روبرت جونز وهو مفتش في القسم العسكري للجراحة العظمية، أمرًا بتعيين الجراح إرنست مسؤولًا عن المركز العسكري للجراحة العظمية في مستشفى   بوفورت الحربي، ستابلتون في بريستول. كانت الحرب واحدة من أكثر الصراعات تدميرًا في التاريخ البشري، أودت بحياة أكثر من 750 ألف جندي بريطاني و1.6 مليون جريح، عانى أغلبهم من إصابات عظمية.